# Ga maar vast slapen (Jebroer)
Ga maar vast slapen is een lied van de Nederlandse rapper Jebroer. Het werd in 2015 als single uitgebracht.

## Achtergrond
Ga maar vast slapen is geschreven door Candy Dulfer, Tim Kimman, Memru Renjaan, David van Dijk, Carlos Vrolijk, Jermain van der Bogt en Debrah Jade van der Heijden en geproduceerd door Jebroer en Project Money. Het is een nummer uit het genre nederhop. In het lied zingt de artiest naar zijn vrouw en kinderen toe. Hij rapt over dat hij hun mist als hij er niet is, wat veel het geval is met zijn rapcarrière, en dat begrijpt dat zij hem ook missen. 
Op het lied zijn twee verschillende gastbijdrages. De eerste is van Candy Dulfer, die door Jebroer benadert werd om een muziekstuk in te spelen. Toen zij het lied voor het eerst beluisterde, had zij niet verwacht dat zij het zo een mooi lied zou vinden en dat zij zichzelf ook kon vinden in de tekst. Dulfer is vanaf het begin van het nummer te horen op de saxofoon. De tweede gastbijdrage is van Wudstik, die het refrein inzong. De twee kwamen elkaar tegen tijdens een studiesessie, waarna ze besloten om later samen te werken. 
In 2016 werd het nummer door Mathilde Santing bewerkt in televisieprogramma Ali B op volle toeren, terwijl Jebroer in dezelfde aflevering een nummer van Santing bewerkte.

## Hitnoteringen
De zanger had weinig succes met het lied in Nederland. Er was geen notering in de Single Top 100 en ook de Top 40 werd niet bereikt. Er was bij de laatstgenoemde hitlijst wel de vijfde plaats in de Tipparade.